# Président de la République
Pour des articles plus généraux, voir Chef d'État et République.
Le président de la République est le chef d'État d'un pays qui a une forme républicaine de gouvernement.
Cette appellation peut varier sensiblement : President of the United States of America, président de la République française, President of Ireland, Bundespräsident der Bundesrepublik Deutschland ou Bundespräsident der Republik Österreich, mais c'est dans la plupart des cas un chef d'État généralement élu :
- soit au suffrage direct et universel (c'est-à-dire par l'ensemble des électeurs) pour une période allant généralement de quatre à sept ans ;
- soit au suffrage indirect :
  - ou par le Parlement ou l'une de ses chambres (comme en France de 1871 à 1954)
  - ou par un collège électoral qui peut lui-même être désigné (États-Unis).

## Afrique
- Algérie : président de la République algérienne démocratique et populaire
- Bénin : président de la république du Bénin
- Cameroun : président de la république du Cameroun
- République du Congo : président de la république du Congo
- République démocratique du Congo : président de la république démocratique du Congo
- Côte d'Ivoire : président de la république de Côte d'Ivoire
- Djibouti : président de la république de Djibouti
- Éthiopie : président de la république démocratique fédérale d’Éthiopie
- Gabon : président de la République gabonaise
- Guinée : président de la république de Guinée
- Mali : président de la république du Mali
- Maurice : président de la république de Maurice
- Sénégal : président de la république du Sénégal
- Tchad : président de la république du Tchad
- Tunisie : président de la République tunisienne

## Amérique
- Brésil : président de la république fédérative du Brésil
- Chili : président de la république du Chili
- Colombie : président de la république de Colombie
- Costa Rica : président de la république du Costa Rica
- Cuba : président de la république de Cuba
- Équateur : président de la république de l'Équateur
- États-Unis : président des États-Unis d'Amérique
- Guatemala : président de la république du Guatemala
- Guyana : président de la république coopérative du Guyana
- Haïti : président de la république d'Haïti
- Honduras : président de la république du Honduras
- Mexique : président des États-Unis mexicains
- Nicaragua : président de la république du Nicaragua
- Panama : président de la république du Panama
- Paraguay : président de la république du Paraguay
- Pérou : président de la république du Pérou
- République dominicaine : président de la République dominicaine
- Salvador : président de la république du Salvador
- Suriname : président de la république du Suriname
- Uruguay : président de la république de l'Uruguay
- Venezuela : président de la république bolivarienne du Venezuela

## Asie
- Arménie : président de la république d'Arménie
- Azerbaïdjan : président de la république de l'Azerbaïdjan
- Corée du Sud : président de la république de Corée
- Géorgie : président de la Géorgie
- Inde : président de l'Inde
- Indonésie: président de la république d'Indonésie
- Irak : président de la république d'Irak
- Iran : président de la république islamique d'Iran
- Israël : président de l'État d'Israël
- Kazakhstan : président de la république du Kazakhstan
- Kirghizistan : président de la république du Kirghizistan
- Laos : président de la république démocratique populaire du Laos
- Maldives : président de la république des Maldives
- Mongolie: président de l'Etat de Mongolie
- Ouzbékistan : président de la république de l'Ouzbékistan
- Pakistan : président de la république islamique du Pakistan
- Philippines : président de la république des Philippines
- Singapour : président de la république de Singapour
- Syrie : président de la République arabe syrienne
- Tadjikistan : président de la république du Tadjikistan
- Taïwan : président de la république de Chine
- Turkménistan : président de la république du Turkménistan
- Turquie : président de la république de Turquie
- Viêt Nam : président de l'Etat de la république socialiste du Viêt Nam
- Yémen : président de la république du Yémen

## Europe
- Albanie : président de la république d'Albanie
- Allemagne : président fédéral de la République fédérale d'Allemagne
- Autriche : président fédéral de la république d'Autriche
- Biélorussie : président de la république de Biélorussie
- Bulgarie : président de la république de Bulgarie
- Chypre : président de la république de Chypre
- Chypre du Nord : président de la république turque de Chypre du Nord
- Croatie : président de la république de Croatie
- Estonie : président de la république d'Estonie
- Finlande : président de la république de Finlande
- France : président de la République française
- Grèce : président de la République hellénique
- Hongrie : Président de la république de Hongrie
- Irlande : président d'Irlande
- Islande : président d'Islande
- Italie : président de la République italienne
- Lettonie : président de la république de Lettonie
- Lituanie : président de la république de Lituanie
- Macédoine du Nord : président de la république de Macédoine
- Malte : président de Malte
- Moldavie : président de la république de Moldavie
- Monténégro : président du Monténégro
- Pologne : président de la république de Pologne
- Portugal : président de la République portugaise
- Roumanie : président de Roumanie
- Russie : président de la fédération de Russie
- Serbie : président de la république de Serbie
- Suisse : président de la Confédération suisse
- République tchèque : président de la République tchèque
- Union soviétique : président de l'Union des républiques socialistes soviétiques

## Océanie
- Fidji : président de la république des Fidji
- Îles Marshall : président de la république des Îles Marshall
- Nauru : président de la république de Nauru
- Vanuatu : président de la république du Vanuatu

## Listes
- Présidents de l'Afrique du Sud
- Liste des chefs d'État de l'Algérie
- Liste des présidents de l'Afghanistan
- Liste des chefs d'État allemands
- Liste des présidents de la république d'Angola
- Liste des chefs d'État argentins
- Liste des présidents de l'Autriche
- Présidents d'Azerbaïdjan
- Présidents du Bangladesh
- Liste des présidents du Bénin
- Liste des présidents de Biélorussie
- Présidents de la Birmanie
- Liste des présidents de Bolivie
- Liste des présidents du Botswana
- Liste des présidents du Brésil
- Chefs d'État du Burkina Faso
- Liste des présidents du Burundi
- Liste des présidents bulgares
- Présidents du Cameroun
- Liste des présidents du Chili
- Liste des présidents de Chypre
- Liste des présidents de Colombie
- Liste des présidents de la Confédération suisse
- Liste des présidents de la république démocratique du Congo
- Liste des présidents de la Corée du Sud
- Liste des présidents de la république de Côte d'Ivoire
- Liste des présidents de Croatie
- Liste des présidents de Cuba
- Liste des présidents de la Dominique
- Liste des présidents de l'Estonie
- Liste des présidents des États-Unis
- Liste des présidents de la République française
- Liste des présidents de la République gabonaise
- Liste des présidents de Gambie
- Liste des présidents de la Grèce
- Liste des présidents du Guatemala
- Liste des présidents d'Irlande
- Liste des présidents de la République italienne
- Présidents des Kiribati
- Liste des présidents de la république du Kenya
- Présidents de Lettonie
- Liste des présidents de la République libanaise
- Liste des présidents de la république de Macédoine
- Liste des présidents des Îles Marshall
- Liste des présidents de Nauru
- Liste des présidents du Nicaragua
- Liste des présidents du Pérou
- Liste des présidents de la Pologne
- Liste des présidents de la République portugaise
- Liste des présidents de la Russie
- Liste des présidents du Sénégal
- Liste des présidents du Tchad
- Liste des présidents de la république de Turquie
- Liste des présidents de l'Ukraine
- Liste des présidents de l'Uruguay
- Liste des présidents du Venezuela

### Présidents et autres monarques
- Liste des chefs d'État d'Afghanistan
- Liste des chefs d'État d'Albanie
- Liste des chefs d'État burundais
- liste des chefs d'État centrafricains
- Liste des chefs d'État égyptiens
- Liste des chefs d'État haïtiens
- Liste des dirigeants de la Perse et de l'Iran
- Liste des chefs d'État du Laos
- Chefs d'État libyens
- Liste des chefs d'État de Madagascar
- Liste des chefs d'État du Mexique
- Liste des chefs d'État de Syrie

### États à reconnaissance internationale limitée
- Liste des présidents de la république turque de Chypre du Nord
- Présidents du Haut-Karabagh
- Liste des présidents du Kosovo
- Présidents de l'Autorité palestinienne
- Présidents de la république de Chine (Taïwan)